# Gouvernement Aqaba
Das Gouvernement Aqaba (arabisch محافظة العقبة, DMG Muḥāfaẓat al-ʿAqaba) liegt im Südwesten von Jordanien. Mit einer Fläche von 6.900 km² ist Aqaba das viertgrößte der zwölf Gouvernements des Staates und mit einer Einwohnerzahl von 213.000 (Stand: Ende 2020). 2013 war Aqaba mit 142.300 Einwohnern das Gouvernement mit der drittkleinsten Bevölkerung. Verwaltungssitz und größte Stadt des Gouvernements ist das gleichnamige Aqaba, wo sich der einzige Seehafen des Landes befindet.
Das Gouvernement ist weiter untergliedert in zwei Distrikte (Qasaba al-ʿAqaba und Quwaira) und vier Subdistrikte. Von wirtschaftlicher Bedeutung ist neben dem Handel vor allem auch der Tourismus, so befindet sich mit dem Wadi Rum eine der Hauptattraktionen des Landes auf dem Gebiet des Gouvernements Aqaba.
Das Gouvernement Aqaba grenzt an die Gouvernements Maʿan und at-Tafila sowie an die Staaten Israel und Saudi-Arabien.